# Lemma di Itō
In matematica, il lemma di Itō ("Formula di Itō") è usato nel calcolo stocastico al fine di computare il differenziale di una funzione di un particolare tipo di processo stocastico. Trova ampio impiego nella matematica finanziaria.
Il lemma è un'estensione dello sviluppo in serie di Taylor che si usa per funzioni deterministiche, ossia senza termine casuale, ed è applicabile per una funzione stocastica, ossia con un termine in dW. Tale termine non è un differenziale esatto e rappresenta la componente casuale di una variabile aleatoria. dW è l'abbreviazione che indica un processo di Wiener, usato per rappresentare il moto delle particelle nella teoria cinetica dei gas. In frazioni piccole a piacere della variabile temporale, una grandezza di questo tipo manifesta comunque un'elevata variabilità.
Dal lemma di Itō si ricava l'integrale di Itō, che estende e generalizza l'integrale di Riemann per funzioni stocastiche. Diversamente dall'integrale di Riemann, non ha un significato geometrico, non è un'area.

## Enunciato del lemma
Sia {\displaystyle x(t)} un processo di Itō (o processo di Wiener generalizzato); in altre parole, {\displaystyle x(t)} soddisfa l'equazione differenziale stocastica:
{\displaystyle dx(t)=a(x,t)dt+b(x,t)dW_{t}}
Sia inoltre una funzione {\displaystyle f}, avente derivata seconda continua. Allora:
- {\displaystyle f(x(t),t)} è ancora un processo di Itō;

- Si ha:

{\displaystyle df(x(t),t)=\left(a(x,t){\frac {\partial f}{\partial x}}+{\frac {\partial f}{\partial t}}+{\frac {1}{2}}(b(x,t))^{2}{\frac {\partial ^{2}f}{\partial x^{2}}}\right)dt+b(x,t){\frac {\partial f}{\partial x}}dW_{t}}

## Giustificazione informale del risultato
Tramite un'espansione in serie di Taylor di {\displaystyle \ f(x(t),t)} si ottiene:
{\displaystyle df={\frac {\partial f}{\partial x}}dx+{\frac {\partial f}{\partial t}}dt+{\frac {1}{2}}{\frac {\partial ^{2}f}{\partial x^{2}}}dx^{2}+\cdots }
Sostituendo {\displaystyle dx} dalla SDE sopra si ha:
{\displaystyle df={\frac {\partial f}{\partial x}}(adt+bdW_{t})+{\frac {\partial f}{\partial t}}dt+{\frac {1}{2}}{\frac {\partial ^{2}f}{\partial x^{2}}}\left(a^{2}dt^{2}+2ab\,dt\,dW_{t}+b^{2}dW_{t}^{2}\right)+\cdots }
Lo sviluppo in serie di Taylor viene di solito troncato al primo ordine; già questo consente una buona approssimazione della funzione di partenza. In questo caso, bisogna considerare che i termini in {\displaystyle dW^{2}} vanno come quelli in {\displaystyle dt^{1}}; avendo lo stesso ordine di grandezza, troncando al primo ordine devono essere considerati anche i termini in {\displaystyle dW^{2}}. Passando al limite per {\displaystyle dt} tendente a 0, i termini {\displaystyle dtdW_{t},dt^{2}} scompaiono. Infatti, nei limiti infinitesimi (a zero) prevale la potenza con esponente più basso, che arriva a zero più lentamente degli altri termini. Per contro {\displaystyle (dW_{t})^{2}} tende a {\displaystyle dt}; quest'ultima proprietà può essere dimostrata provando che:
{\displaystyle dW^{2}={\textrm {E}}\left(dW^{2}\right)} se {\displaystyle {\textrm {E}}\left(dW^{2}\right)=dt}
Sostituendo questi risultati nell'espressione per {\displaystyle df} si ottiene:
{\displaystyle df=\left(a{\frac {\partial f}{\partial x}}+{\frac {\partial f}{\partial t}}+{\frac {1}{2}}b^{2}{\frac {\partial ^{2}f}{\partial x^{2}}}\right)dt+b{\frac {\partial f}{\partial x}}dW_{t}}
come richiesto. Una dimostrazione formale di questo risultato richiede la definizione di un integrale stocastico.